# Доуп Рийч Скуад
Dope Reach Squad или DRS е българска рап група с членове: NDOE (Георги Касабов) и Mytag (Димитър Димитров), които по-рано са част група „Амнистия“. Първоначално се изявяват като банда, която рисува графити в град Добрич през 1998 година.

## Кариера
През 2001 г. те си сътрудничат с много други изпълнители като Nokaut, 187 Clan, DJ Иво Главата, Scum, Naste, Kaska, Dani и Juliana, за да представят първия си албум „Урок # 1“. Той беше много добре приет на българската хип-хоп сцена. Поради разнообразието на творците, участващи в създаването му, албумът има песни с ямайски (Raggaskit I и II), хардкор (Nokautskit) и поп звук (Julianaskit), с изключение на традиционния хип-хоп звук на групата.
През 2001 г. подписват със Sniper Records.
През 2002 г. към DRS се присъединяват Nokaut, за да образуват DRS +.
DRS + се смята за един от най-изявените представители на българския хип-хоп. Те имат многобройни изяви в цялата страна.

## Дискография
- Урок № 1